# Déclaration unilatérale d'indépendance de la Rhodésie
La déclaration unilatérale d'indépendance de la Rhodésie (en anglais : Rhodesia's Unilateral Declaration of Independence ou l'acronyme UDI) est une déclaration adoptée à Salisbury (actuelle Harare) par le cabinet de Rhodésie le 11 novembre 1965 annonçant que la Rhodésie, un territoire britannique dans le sud de l'Afrique qui dispose de son propre gouvernement depuis 1923, se considère désormais comme un État souverain indépendant.
Cette initiative marque l'aboutissement d'un long conflit entre les gouvernements britannique et rhodésien concernant les conditions dans lesquelles ce dernier pouvait devenir totalement indépendant. Il s'agit en outre de la première rupture unilatérale d'une colonie britannique avec le Royaume-Uni depuis la Déclaration d'indépendance des États-Unis, près de deux siècles avant. La déclaration d'indépendance réaffirme néanmoins la loyauté du peuple rhodésien envers la reine Élisabeth II, lui conférant le titre symbolique de « reine de Rhodésie » et faisant du pays un royaume du Commonwealth de facto. Cependant, le Royaume-Uni, le Commonwealth et l'Organisation des Nations unies (ONU), par la résolution 216 du Conseil de sécurité, considèrent tous cette déclaration comme illégale et des sanctions économiques — une première dans l'histoire de l'ONU — sont imposées à l'ex-colonie. Isolée internationalement, la Rhodésie continue d'exister comme un État non reconnu avec le soutien de l'Afrique du Sud et du Portugal.
Le gouvernement de Rhodésie, qui comprend essentiellement des membres de la minorité blanche du pays (environ 5 %), est indigné quand, au milieu de la décolonisation de l'Afrique et du discours du « Wind of Change » du Premier ministre britannique Harold Macmillan, les colonies africaines moins développées au nord, sans expérience d'autonomie comparable, gagnent leur indépendance au cours du début des années 1960 alors que la Rhodésie se voit refuser la souveraineté en vertu du principe « d'aucune indépendance avant la règle de la majorité ». La plupart des Rhodésiens blancs estiment qu'ils méritent l'indépendance après quatre décennies d'autonomie gouvernementale, et qu'en agissant ainsi, le Royaume-Uni les trahit. Ceci, combiné avec la réticence aiguë du gouvernement colonial à remettre le pouvoir aux nationalistes noirs, donne l'impression que si le Royaume-Uni n'accorde pas l'indépendance, la Rhodésie pouvait justifier de la prendre unilatéralement. Face aux tentatives infructueuses pour obtenir une reconnaissance internationale, le gouvernement proclame la république en 1970.